# Georges Sauvé
Pour les articles homonymes, voir Sauvé.
Georges Sauvé, né à Paris VIe le 9 octobre 1925 et mort à Laval le 8 décembre 2007, est un chirurgien et écrivain français.

## Biographie
Il a fait ses études au collège Stanislas, puis à la Faculté de médecine de Paris. Interne des hôpitaux de Paris (ancien style), puis chef de clinique chirurgicale à la faculté de 1957 à 1960, enfin assistant et chirurgien d’urgences à l'hôpital Boucicaut à partir de 1957, il exerce d’abord la chirurgie dans la capitale et s’installe définitivement à Laval en 1962, sa ville d'origine, où neuf générations de chirurgiens (cf : la famille Sauvé), issus du Collège royal de chirurgie de Paris, l’avaient précédé.
Parallèlement à une profession à laquelle il est ancré, et surtout depuis sa retraite, il a écrit un certain nombre d’ouvrages, à connotation historique, appuyés sur des archives familiales, paternelles et maternelles, peu communes, abondantes en témoignages inédits et de première main sur les évènements et leurs acteurs.
Il est membre de l’Académie du Maine, de la Société d’histoire de la médecine, Associate Member of International College of Surgeons, membre de la Société de cancérologie privée.